# Rhipsalis elliptica
Ne doit pas être confondu avec Rhipsalidopsis.
Espèce
Statut de conservation UICN

 LC  : Préoccupation mineure
Statut CITES
Rhipsalis  elliptica  est le nom d'une espèce de plantes à fleurs de la famille des Cactaceae (les cactus) et du genre Rhipsalis (qui comprend environ 60 espèces et de nombreuses sous-espèces). C'est une plante épiphyte et succulente, endémique du Brésil, et appartenant 
Elle est menacée par la régression, dégradation ou disparition de son habitat (forêt tropicale humide).

## Étymologie
Le nom de genre vient d'un mot grec signifiant souple ou osier, en référence à l'apparence des plantes.

## Origine, aire de répartition, habitat
Cette espèce est originaire du Brésil, où elle vit dans des forêts subtropicales ou tropicales humides

## Description
Les tiges, crassulentes, sont aplaties, segmentées et se divisant potentiellement après chaque segment, chaque segment a une forme de feuille.

Les fleurs (rouges) et fruits apparaissent les bordures de ces segments.

## Statut, menace
La principale menace qui pèse sur l'espèce est le recul rapide de la forêt tropicale primaire (destruction et fragmentation des habitats, déforestation..)